# Space Bound
Space Bound è un singolo del rapper statunitense Eminem, pubblicato il 24 giugno 2011 sull'iTunes Store e il 27 giugno 2011 sulla piattaforma VEVO  dall'etichetta discografica Interscope.
Il brano è stato scritto da Eminem con Steve McEwan e James Scheffer e prodotto da Jim Jonsin. È stato estratto come quarto e ultimo singolo dal settimo album dell'artista, Recovery.
Il 28 febbraio 2018, la RIAA lo certifica singolo di multiplatino, avendo venduto oltre due milioni di copie nel mercato statunitense.

## Video musicale
Il video musicale del brano è stato girato nel febbraio del 2011 a Los Angeles, in California, e vede la collaborazione della ex-pornostar Sasha Grey. Il video inizia con Eminem che cammina su una strada buia vicino a una foresta. Sale in macchina con la ragazza (Sasha Grey). Qui Eminem si sdoppia: uno di lui è l'Eminem calmo e ragionevole. L'altro è l'Eminem impulsivo e arrabbiato.
Eminem vede la pistola della ragazza e successivamente scende al motel dove la ragazza alloggia. Qui l'Eminem ragionevole si siede al bancone del bar mentre l'Eminem impulsivo si siede ad un tavolo con la ragazza che "chatta" con qualcuno al cellulare.
Allora quando questa va in bagno Eminem prende il suo cellulare e vede che la chiamata era privata.
Rimette immediatamente il cellulare nella borsa della ragazza. Si alzano e vanno nella camera dove alloggia la ragazza, mentre l'Eminem ragionevole rimane al bar.
Appena entrati Eminem sente come qualcuno uscire dalla porta sul retro e si ricorda della chiamata privata e capisce che è stato tradito. Quindi cerca di strangolare la ragazza quando si accorge che nelle sue mani c'è solo aria. Allora l'Eminem ragionevole e
l'Eminem impulsivo si sparano contemporaneamente come una bambolina voodoo.
Allora il video riavvolge fino a quando si rivedono i due in macchina, questa volta su una strada piena di luce.

## Tracce
Promo - CD-Single (Interscope - (UMG)
1. Space Bound - 4:25